# Bambara
La llengua bàmbara o bamanankan (kan és ‘llengua’, en bàmbara), en denominació pròpia bamana o banmana, és una llengua africana del grup mandé que parlen uns deu milions de persones a Mali, Burkina Faso, Senegal, Mauritània, Gàmbia i la Costa d'Ivori. Emparentada molt estretament amb el mandinkà i el julà, en el món universitari es considera que totes tres són variants de la mateixa llengua mandenkà.

## Distribució i varietats
El bambara fa el paper de llengua franca en l'àrea d'influència de la cultura bamana. La parlen entre 2.700.000 i 3.200.000 parlants per als quals és la primera llengua, i, aproximadament uns 6 o 7 milions més de parlants que tot i que no és la seua primera llengua la dominen i l'usen. Malgrat eixe nombre considerable de parlants, la llengua bambara no va començar a escriure's fins a la dècada dels 30 del passat segle. Es tracta per tant d'una llengua fonamentalment oral i que no ha estat sotmesa als avantatges i desavantatges d'una fixació escrita. Actualment, després de la presència colonial, està fortament influenciada pel francés i conté molts gal·licismes.
Es consideren dialectes del bambara entre d'altres el diangirte, el kalongo, el massasi, el niamassa, el somono i el toro.

## Característiques

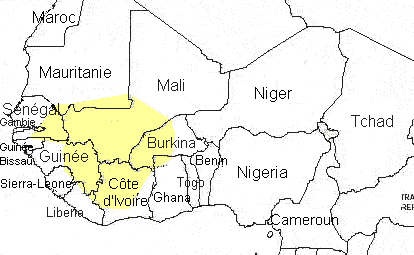
Extensió històrica dels pobles mandenkà

És una llengua aglutinant i SOV que presenta dos tons diferents. Els substantius no tenen gènere propi i és la desinència de l'adjectiu la que marca si s'ha d'aplicar a entitats masculines o femenines. Els verbs tampoc no tenen conjugació que indiqui temps, que es marca amb altres paraules adjacents.
Compta amb set vocals, que poden ser al seu torn nasals o no nasals, distinció de caràcter fonemàtic. L'inventari de consonants és mitjà, amb presència de sons bilabials, labiodentals, alveolars, postalveolars, palatals, velars, labiovelars i glotals, amb predomini de sons sonors.

## Alfabet i literatura
La llengua bambara utilitza set vocals: a, e, ɛ, i, o, ɔ i u. A partir de l'ocupació de l'imperi colonial francès es va començar a escriure en llengua bambara i la seva primera ortografia es va editar el 1967. L'alfabetització en llengua bamana és limitada, sobretot a les zones rurals. Degut al predomini del francès com a llengua de l'educació, hi ha poca literatura en llengua bambara. Tot i això, hi ha molta literatura oral que sol parlar de reis i herois. Els griots (jeliw en bambara) són els encarregats d'explicar aquesta tradició literària; són una barreja d'explicadors d'històries, cantants i llibres d'història humans que s'han après les històries cantant-les i recitant-les durant molts anys. Moltes de les seves cançons són tan antigues que es poden datar a partir de l'antic regne del Malí.

## Distribució geogràfica
El bambara és utilitzat per tot Mali com a llengua franca. És una llengua molt parlada a l'est, sud i nord de Bamako, on els seus parlants conformen el principal grup humà de la zona. Aquesta és la regió que és considerada com la zona original dels bambares, sobretot Ségou, a on es van separar d'altres grups humans mandingues.

## Música
Hi ha músics malians destacats com Oumou Sangaré, Rokia Traoré, Ali Farka Touré, Salif Keita, Habib Koité i la parella Amadou & Mariam cantent sovint en bambara. En l'àlbum Journey through the Secret Life of Plants de Stevie Wonder hi ha cançons en aquesta llengua. El grup espanyol Dover, en el seu setè àlbum I Ka Kené, hi inclouen una majoria de cançons en llengua bambara.